# 穆克什 (歌手)

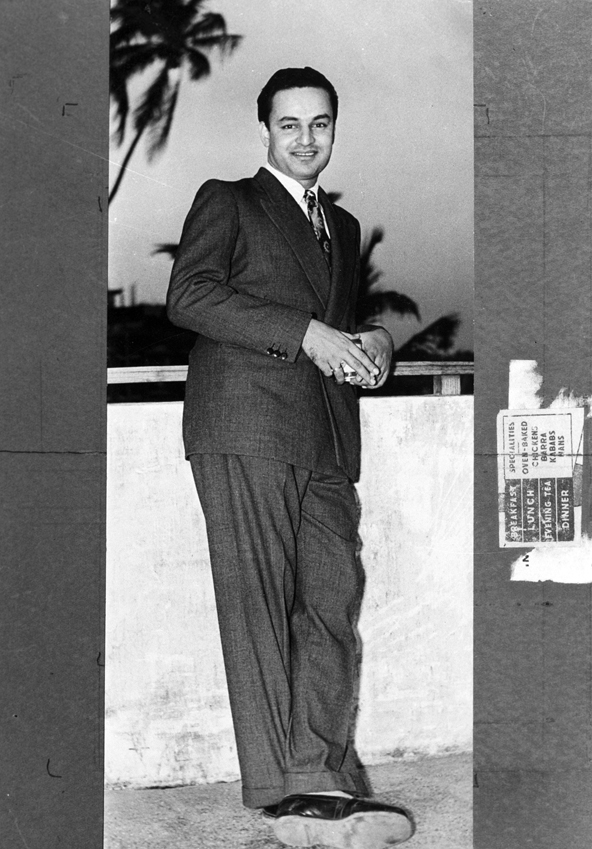
穆克什

穆克什·昌德·马图尔 (Mukesh Chand Mathur，1923年7月22日 - 1976年8月27日) 是一位印度歌手，也是宝莱坞的一位幕後代唱歌手，而且當過拉吉·卡浦爾以及迪利普·库马尔的配音。 他曾獲頒印度國家電影獎。
1976年8月27日，穆克什感觉呼吸困难，胸口疼痛。送醫後宣告不治。死因為心脏病发作。